# Sofia den första
Sofia den första, på original Sofia the First, är en amerikansk datoranimerad tv-serie från 2013 för barn i förskole-/skolåldern, som visas på Disney Junior. 
Serien om flickan Sofia knyter ihop flera andra av Disneys sagor till en gemensam magisk sagovärld, där Sofia bland annat möter olika Disneyprinsessor som har gästuppträdanden i serien (så som Askungen, Törnrosa, Den lilla sjöjungfrun, Rapunzel m.m.). Mitt i denna sagovärld ligger kungariket Förtrollnia (i original Enchancia), där 8-åriga Sofia bor med sin ensamstående mamma Miranda, som har en skoaffär. När Sofias mamma gifter sig med landets kung, Roland den 2:e, förändras hela Sofias liv - hon blir prinsessa och måste lära sig att uppföra sig som en sådan. Kungen har tvillingbarnen Hanna (Amber) och Max (James) från ett tidigare äktenskap. Det är i början inte lätt för Sofia att bli vänner med sina nya styvsyskon, men hon får hjälp av, bland annat, de tre goda féerna från Törnrosa. Av sin nya pappa får hon en magisk amulett i present, med vilken hon kan prata med djur. Just denna amulett försöker den listige trollkarlen Fredrik (Cedric) flera gånger stjäla för använda för sina syften.

## Rollfigurer
- Sofia (i original Sofia), 8 år, plötslig prinsessa.
- Miranda (Miranda), Sofias mamma.
- Kung Roland den andre (Roland II), som gifter sig med Miranda.
- Tvillingarna Hanna (Amber) och Max (James) från Rolands tidigare äktenskap, Sofias nya styvsyskon.
- Trollkarlen Fredrik (Cedric), som vill stjäla Sofias magiska amulett.
- Den trogne betjänten William (Baileywick).
- Féerna från Törnrosa.
- Flera Disneyprinsessor från olika andra Disneyfilmer.